# Clatronic
Die Clatronic International GmbH ist ein 1982 gegründeter Importeur und inzwischen weltweiter Großhändler von Elektrogeräten. „Cla“ steht für den Familiennamen Claßen, die Gründer des Unternehmens. Die Clatronic International GmbH gehört wie die beiden Unternehmen C. Bomann GmbH und Elektro-technische Vertriebsgesellschaft mbH zur Gruppe Clatronic International GmbH. Die Gruppe importiert und vertreibt international Elektrogroß- und -kleingeräte sowie Unterhaltungselektronik vor allem unter den Marken Clatronic, Bomann, ProfiCook, ProfiCare, CTC und AEG und über eigenständige Versandhäuser. Der Unternehmenssitz ist in Kempen bei Krefeld.

## Elektro-technische Vertriebsgesellschaft mbH
Das Unternehmen vertreibt unter verschiedenen Markennamen Produkte aus dem Bereich der Unterhaltungselektronik und elektrischen Gesundheitspflege sowie Saison-Elektroartikel (Radiatoren und Ventilatoren). In der Vergangenheit war das Unternehmen Lizenznehmer des schwedischen Hausgerätekonzerns Electrolux. Aus dem Logistikzentrum mit mehr als 100.000 m² Lagerfläche beliefert die Unternehmensgruppe nationale und internationale Handelspartner mit mehr als 800 Artikeln.

## Bomann
Eine weitere Tochtergesellschaft ist die C. Bomann GmbH, welche 1997 aufgekauft wurde. Unter dem Markennamen Bomann werden Produkte aus dem Bereich Elektroklein- und -großgeräte angeboten. Ein Hersteller der Produkte war beispielsweise in der damaligen DDR der VEB Metalldrücker Halle, bei dem Mitte der 1970er Jahre etwa 260 jugendliche Häftlinge aus dem Jugendhaus Halle beispielsweise Wohnraumleuchten für Bomann fertigten. In der heutigen Zeit produzieren größtenteils asiatische Unternehmen für Bomann.